# Søndbjerg Sogn
Søndbjerg Sogn var et sogn i Struer Provsti (Viborg Stift).
I 1800-tallet var Odby Sogn anneks til Søndbjerg Sogn. Begge sogne hørte til Refs Herred i Thisted Amt. Søndbjerg-Odby sognekommune blev ved kommunalreformen i 1970 indlemmet i Thyholm Kommune, som ved strukturreformen i 2007 indgik i Struer Kommune.
I Søndbjerg Sogn ligger Søndbjerg Kirke.
1.	december 2024 indgik sognet i Søndbjerg-Odby Sogn
I sognet findes følgende autoriserede stednavne:
- Havland (bebyggelse)
- Hellerød (bebyggelse, ejerlav)
- Kappelgårde (bebyggelse)
- Søndbjerg (bebyggelse, ejerlav)
- Søndbjerg Strand (bebyggelse)
- Tambohuse (bebyggelse)
- Tambosund (vandareal)
- Teglbjerg (bebyggelse)
- Ørende (areal)
- Østergårde (bebyggelse)